# Harrselefors
Harrselefors är en ort vid Umeälven i Vännäs kommun. Harrselefors kom till som ett kraftverkssamhälle under slutet av 1950-talet.
Vid Statistiska centralbyråns folkräkning den 1 november 1960 utgjorde Harrseleforsen en "viss ort, som i fråga om bebyggelse uppfyller betingelserna för att räknas som tätort men där invånarantalet befunnits uppgå till 150 men understiga 200" och hade 197 invånare. Enligt SCB låg orten i Degerfors landskommun.